# Laqe
Laqe war ein eisenzeitlicher Staat am mittleren Euphrat bzw. unteren Chabur.
Zur Zeit von Adad-nirari II. war Laqe ein Bündnis mehrerer aramäischer Stadtstaaten an der Mündung des Chabur, dem unter anderem Bit Halupe angehörte. Lipinski deutet Laqe als Amphiktyonie.

## Ausdehnung
Unter Tukulti-Ninurta II. erstreckte sich Laqe von Aqarbani nördlich von Hindanu bis nach Suri am Chabur.

## Geschichte
Hamatajja von Suri unterwarf sich den Assyrern und wurde zum Statthalter eingesetzt. Dies fand jedoch offensichtlich in der Stadt keine Zustimmung. 883 setzen die Bewohner von Suri Hamatajja ab und ernannten an seiner Stelle Ahi-jababa, den „Sohn eines Niemands“, also jemand, dessen Vater kein Herrscher gewesen war, aus Bit Adini zum König. Assurnasirpal, der sich zu diesem Zeitpunkt in Katmuḫḫi aufhielt, reagierte sofort, marschierte gegen Suri und setzte wieder einen assyrischen Statthalter ein. Die Stadt wurde jedoch nicht zerstört, vermutlich hatte sie sich rechtzeitig unterworfen.
Assur-naṣir-apli erbeutete von dem Herrscher von Laqe dessen Streitwagen, seine Pferde, die unter dem Joch gehen, die Rüstungen (ḫallupti) des Heeres (ERÍN.MEŠ) und der Pferde (ANŠE.KUR.RA-MEŠ) sowie Zaumzeug (RIMA 2, 214, 22).
Unter Adad-nīrārī III. war der mächtige Nergal-ereš (dIGI.DU) Statthalter von Rasappa, Sirqu, Laqe, Hindanu, Anat und Suhi.

## Städte
- Arbate unter Harranu (Tukulti-Ninurta II.)
- Aqarbani unter Muhadda (Tukulti-Ninurta II.)
- As[X]urih unter Baratara von Bit-Halupe (Adad-nerari II.)
- Kipina
- Sirqu unter Mudadda (Adad-nerari II.)
- Supri unter Hamatajja (Tukulti-Ninurta II.)
- Sirqu unter Mudadda (Tukulti-Ninurta II.)
- Suri unter Hamatajja (Tukulti-Ninurta II.) und Ahi-jababa aus Bit Adini (Assur-nasirpal II.).